# Escheid
Escheid (luxemburgisch Eschent, französisch Eschette) ist eine Ortschaft in der Gemeinde Rambruch im Kanton Redingen im Großherzogtum Luxemburg.

## Lage
Escheid liegt an der CR 308a, Nachbarorte sind Rambruch und Folscheid.

## Allgemeines und Geschichte
Escheid wurde erstmals 896 urkundlich als Heckelescheid erwähnt. Im Mittelalter musste die Escheider Bevölkerung den Zehnten an die Trierer Reichsabtei St. Maximin entrichten.

## Sehenswertes
- Kath. Remacluskapelle, 15. Jahrhundert
- Schuerelser Schloss, Burgruine nördlich von Escheid